# ヘルメットモズ
ヘルメットモズ（学名：Euryceros prevostii）は、鳥類スズメ目に分類される鳥類の一種。

## 分布
マダガスカル島北東部。固有種。

## 形態
全長28-31cm。体重85-100g。成鳥の嘴は大きく盛り上がっており、全体が青く先端が黒い。頭部から下部にかけて黒い羽毛に覆われ、背と尾羽は赤褐色。

## 生態
低地、常緑樹林の中層などに生息する。
食性は動物食で、他のオオハシモズ類の他種よりも大きな獲物を狙う。昆虫、陸ガニ、カエル、カメレオンなどを捕食する。
他のオオハシモズ科の体の大きな種と混群で移動する。